# Mikołaj Zborowski
Mikołaj Zborowski herbu Jastrzębiec (zm. po 1585 roku) – starosta szydłowski.
Poseł na sejm 1572 roku z województwa sandomierskiego.